# Бруквилл (тауншип, Миннесота)
Бруквилл (англ. Brookville) — тауншип в округе Редвуд, Миннесота, США. На 2000 год его население составило 258 человек.

## География
По данным Бюро переписи населения США площадь тауншипа составляет 92,8 км², из которых 92,8 км² занимает суша, водоёмов нет.

## Демография
По данным переписи населения 2000 года здесь находились 258 человек, 94 домохозяйства и 75 семей.  Плотность населения —  2,8 чел./км².  На территории тауншипа расположено 100 построек со средней плотностью 1,1 построек на один квадратный километр. Расовый состав населения: 98,84 % белых, 0,39 % азиатов и 0,78 % приходится на две или более других рас. Испанцы или латиноамериканцы любой расы составляли 2,71 % от популяции тауншипа.
Из 94 домохозяйств в 35,1 % воспитывались дети до 18 лет, в 74,5 % проживали супружеские пары, в 1,1 % проживали незамужние женщины и в 20,2 % домохозяйств проживали несемейные люди. 16,0 % домохозяйств состояли из одного человека, при том 3,2 % из — одиноких пожилых людей старше 65 лет. Средний размер домохозяйства — 2,74, а семьи — 3,11 человека.
29,8 % населения — младше 18 лет, 4,3 % — в возрасте от 18 до 24 лет, 22,1 % — от 25 до 44, 30,2 % — от 45 до 64, и 13,6 % — старше 65 лет. Средний возраст — 42 года. На каждые 100 женщин приходилось 106,4 мужчин.  На каждые 100 женщин старше 18 приходилось 110,5 мужчин.
Средний годовой доход домохозяйства составлял 33 875 долларов, а средний годовой доход семьи —  35 833 доллара. Средний доход мужчин —  25 417  долларов, в то время как у женщин — 21 250. Доход на душу населения составил 14 802 доллара. За чертой бедности находились 4,9 % семей и 6,5 % всего населения тауншипа.